# Eric Vermeulen
Eric Vermeulen (nascido em 12 de abril de 1954) é um ex-ciclista francês que representou França nos Jogos Olímpicos de Verão de 1976 em Montreal, onde terminou em quinto lugar na corrida de 1 km contrarrelógio por equipes.